# Maggie Haney
Maggie Elaine Haney (8 de febrero de 1978) es una entrenadora de gimnasia estadounidense. Ha sido entrenadora jefe del equipo MG Elite Gimnastics, Inc. Es conocida por ser la entrenadora de medallistas olímpicas como Laurie Hernandez, Riley McCusker y Jazmyn Foberg.

## Biografía
Como gimnasta, Haney compitió en la NC State Wolfpack femenina y se acreditó como una de las mejores gimnastas de la historia del programa.
En agosto de 2019, se hizo público que Maggie Haney estaba siendo investigada por parte de las autoridades de Estados Unidos por acusaciones de maltrato verbal y emocional.